# Historia de Estados Unidos (1945-64)
Para los Estados Unidos de América, los años 1945 a 1964 fueron un período de gran crecimiento económico y prosperidad general. Fue un tiempo de confrontación, dado que su sistema liberal y capitalista, se encontraban políticamente opuestos a la Unión Soviética y a otros países comunistas; la Guerra Fría había comenzado. Los afroestadounidenses se unieron y organizaron, y el triunfo del Movimiento por los derechos civiles entre 1955 y 1968 dio fin a la segregación en el sur, que había estado plasmada en las leyes Jim Crow. Se aprobaron más leyes que hicieron ilegal la discriminación y ayudaron a asegurar el sufragio.
En una época temprana del período, se siguió una política exterior activa para ayudar a Europa Occidental y Asia a recuperarse de la devastación de la Segunda Guerra Mundial. Estados Unidos también buscó contener la expansión del Comunismo, representado por la Unión Soviética y China. Comenzó una carrera armamentista, y cada lado intentó demostrar su fuerza a través de armas nucleares cada vez más poderosas. Los soviéticos formaron el Pacto de Varsovia de estados comunistas para oponerse a la Organización del Tratado del Atlántico Norte (OTAN), alianza guiada por Estados Unidos. EE. UU. luchó una guerra sangrienta e inacabada en la guerra de Corea y en el escalamiento de la guerra de Vietnam mientras finalizaba el período.
En el frente interno, después de una corta transición, la economía creció rápidamente, con prosperidad generalizada, salarios crecientes, y el movimiento de casi todos los trabajadores rurales restantes a los pueblos y ciudades. En el aspecto político, la era estuvo dominada por los presidentes, tales como los Harry Truman (1945–53), John F. Kennedy (1961–63) y Lyndon Johnson (1963–69) del Partido Demócrata, y Dwight D. Eisenhower (1953–61) del Partido Republicano. Los demócratas controlaron el Congreso en casi todo el período; sin embargo, les fue usualmente imposible sancionar tantas leyes liberales como esperaban, debido al poder de la Coalición Conservadora. La Coalición Liberal llegó al poder tras el asesinato de Kennedy en 1963, y propició la Gran Sociedad.

## Guerra Fría

### Orígenes

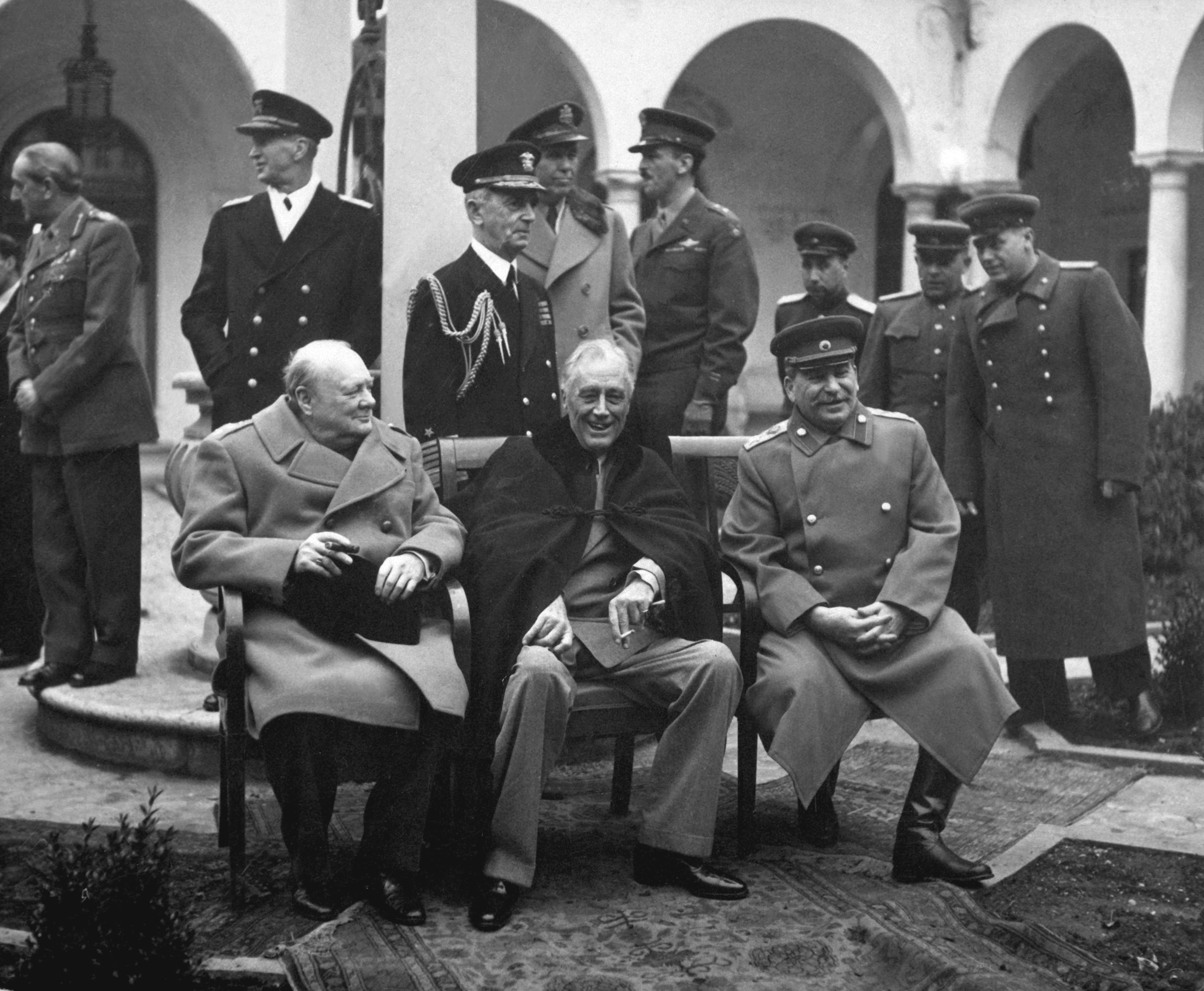
Los "Tres Grandes" líderes aliados en Yalta: el primer ministro británico Winston Churchill (izq.) el presidente de EE. UU. Franklin D. Roosevelt (centro), y el primer secretario soviético Iósif Stalin (der.)

Cuando la guerra terminó el 8 de mayo de 1945 en Europa, las tropas soviéticas y occidentales (EE. UU., británicas y francesas) se ubicaron a lo largo de una línea que cruzaba el centro de Alemania. Al margen de ciertos ajustes menores, esta pasó a ser la "Cortina de Hierro" de la Guerra Fría. Con el comienzo de la Guerra en Europa en 1947, las líneas de Este-Oeste se estabilizaron (excepto en Yugoslavia, que rompió relaciones con los soviéticos y obtuvo apoyo de Estados Unidos). En Asia, sin embargo, hubo mucho mayor movimiento, en cuanto los comunistas tomaron el control de China en 1949 e intentaron hacer lo mismo en Corea (1950) y Vietnam (1954). La hegemonía comunista cubrió así un tercio de las tierras del planeta, mientras Estados Unidos emergía como la potencia más influyente del mundo, y formaba una red global de alianzas militares.
Entre las visiones de Estados Unidos y la Unión Soviética había contrastes fundamentales, respecto al capitalismo con democracia liberal y el comunismo totalitario. Estados Unidos vislumbró las nuevas Naciones Unidas como una herramienta wilsonianista para resolver problemas futuros, pero falló en este propósito.  Los Estados Unidos rechazaron el totalitarismo y el colonialismo, en línea con los principios establecidos en la Carta del Atlántico de 1941: autodeterminación, acceso económico igualitario, y una Europa capitalista y democrática reconstruida y que pudiera servir como un centro de asuntos mundiales.

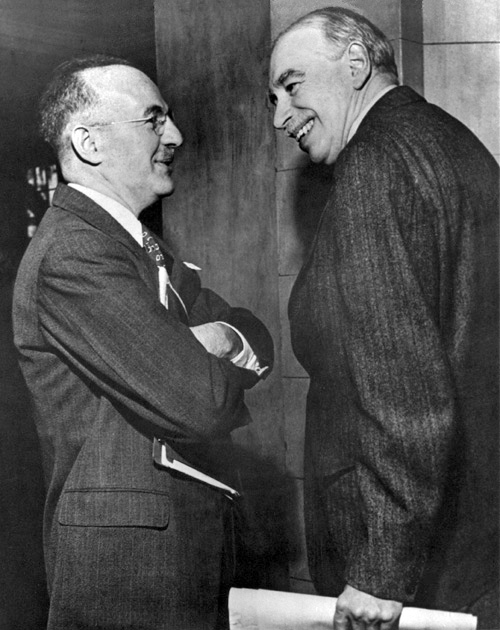
Harry Dexter White (izq.) y John Maynard Keynes en 1946. Fueron los dos protagonistas principales de la conferencia de Bretton Woods.

El único poder industrial en el mundo cuya economía emergió intacta —e incluso en gran medida fortalecida— fue Estados Unidos. Aunque el presidente Franklin D. Roosevelt pensó que su relación personal con Iósif Stalin podría evitar futuras dificultades, el presidente Truman fue mucho más escéptico.
También los soviéticos vieron un interés vital en la contención o el retroceso del capitalismo cercano a sus fronteras. Iósif Stalin estaba determinado a absorber a los países bálticos, neutralizar Finlandia y Austria, y establecer regímenes proMoscú en Polonia, Rumania, Checoslovaquia, Hungría, Alemania Oriental, y Bulgaria. En un principio colaboró con Josip Broz Tito en Yugoslavia, pero luego se volvieron enemigos. Stalin ignoró sus promesas hechas en Yalta (en febrero de 1945) cuandó había asegurado elecciones libres en Europa del Este. El anterior primer ministro británico Winston Churchill condenó a Stalin en 1946 por acordonar un nuevo Imperio Ruso con una "Cortina de Hierro".  Ciertamente, en un principio fue el gobierno británico, con el Partido Laborista, más anticomunista que Estados Unidos. Sin embargo por su mal estado económico ya no podía permitirse actividades anticomunistas en Grecia. Por ello pidió la intervención de Estados Unidos; Truman estuvo de acuerdo usando la Doctrina Truman in 1947. Luego de hacer grandes préstamos ad hoc y obsequios a los europeos en 1945-47, Estados Unidos reorganizó su programa de ayuda externa en el Plan Marshall, 1948–51, que dio $12 mil millones en obsequios (y algunos préstamos) para ayudar a reconstruir y modernizar las economías de Europa Occidental. La Guerra Fría había comenzado y Stalin se negaba a permitir a sus satélites aceptar la ayuda estadounidense. Ambos bandos movilizaron sus alianzas militares, con la OTAN por el oeste y el Pacto de Varsovia por el este, en funcionamiento desde 1949.

### Contención
Para la OTAN, contener la expansión de la influencia soviética se volvió doctrina de relaciones internacionales; se tenía la expectativa de que el ineficiente sistema soviética colapsaría eventualmente por debilidad interna, sin ser necesaria una guerra "caliente" (combate de gran escala). Tanto demócratas como republicanos internacionalistas (liderados por el senador Arthur Vandenberg de Míchigan, el gobernador Thomas Dewey de Nueva York y el general Dwight D. Eisenhower) apoyaban la Contención, que también contó con opositores, como los aislacionistas liderados por el senador Robert A. Taft de Ohio.

### 1949–53
En 1949, el líder comunista Mao Zedong ganó el control de China continental en una guerra civil, y proclamó la República Popular China, viajando luego a Moscú, donde negoció el Tratado de Amistad Sinosoviético. Por ello, China pasó de ser un aliado cercano a Estados Unidos a un enemigo implacable. Ambos lucharon uno contra el otro desde fines de 1950 en Corea. La presidencia de Truman respondió con un plan secreto de 1950, NSC-68, diseñado para confrontar a los comunistas con gastos de defensa en gran escala. Los rusos habían construido una bomba atómica ya en 1950 -mucho antes de lo esperado-; Truman ordenó el desarrollo de la bomba de hidrógeno. Dos de los espías, Julius y Ethel Rosenberg que habían dado secretos sobre la bomba atómica a Rusia fueron juzgados y ejecutados.
Francia se encontraba en apuros por los comunistas insurgentes en la primera guerra de Indochina. Estados Unidos en 1950 empezó a financiar la campaña francesa con la condición de que se diera más autonomía a los vietnamitas.

### Guerra de Corea
Stalin aprobó un plan de Corea del Norte para invadir a Corea del Sur, apoyada por Estados Unidos, en junio de 1950. El presidente Truman implementó inmediata e inesperadamente la política de contención mediante un compromiso declarado de las fuerzas estadounidenses y de las Naciones Unidas a Corea. No consultó ni obtuvo la aprobación del Congreso, pero sí la de las Naciones Unidas (ONU), para hacer retroceder a los norcoreanos y reunificar el país en términos de una estrategia de retroceso.
Después de unas pocas semanas de retirada, el éxito del general Douglas MacArthur en la Batalla de Incheon dio un vuelco en la guerra; las fuerzas de la ONU invadieron Corea del Norte. Esta ventaja se perdió cuando cientos e miles de chinos entraron en guerra no declarada contra Estados Unidos e hicieron retroceder a las fuerzas de Estados Unidos, la ONU y Corea del Sur a la línea de inicio original, el paralelo 38. La guerra quedó en un punto muerto, con más de 33000 estadounidenses muertos y 100000 heridos y sin haber obtenido frutos, excepto la determinación de continuar la política de contención. Truman echó a MacArthur pero no pudo terminar la guerra. Dwight D. Eisenhower hizo campaña en 1952 contra los fracasos de Truman en "Corea, Comunismo and Corrupción", prometiendo él mismo ir a Corea y concluir la guerra. Por medio de la amenaza de usar armas nucleares en 1953, Eisenhower terminó la guerra con una tregua que aún está en efecto.

### Anticomunismo y Macarthismo: 1947–54
En 1947, mucho antes de que McCarthy tomara parte activa, la Coalición Conservadora en el Congreso aprobó el Acta Taft Hartley, diseñada para dar un equilibrar los derechos de la administración y los sindicatos, y deslegitimizar a los líderes sindicales comunistas. El desafío de erradicar a los comunistas de los sindicatos y del Partido Demócrata fue llevado a cabo con éxito por los liberales, tales como Walter Reuter del sindicato de trabajadores automotrices y Ronald Reagan del Sindicato de Actores de Cine (Reagan era un demócrata liberal en ese momento).  Muchos de los izquierdistas purgados se unieron a la campaña presidencial del vicepresidente de FDR, Henry A. Wallace en 1948.

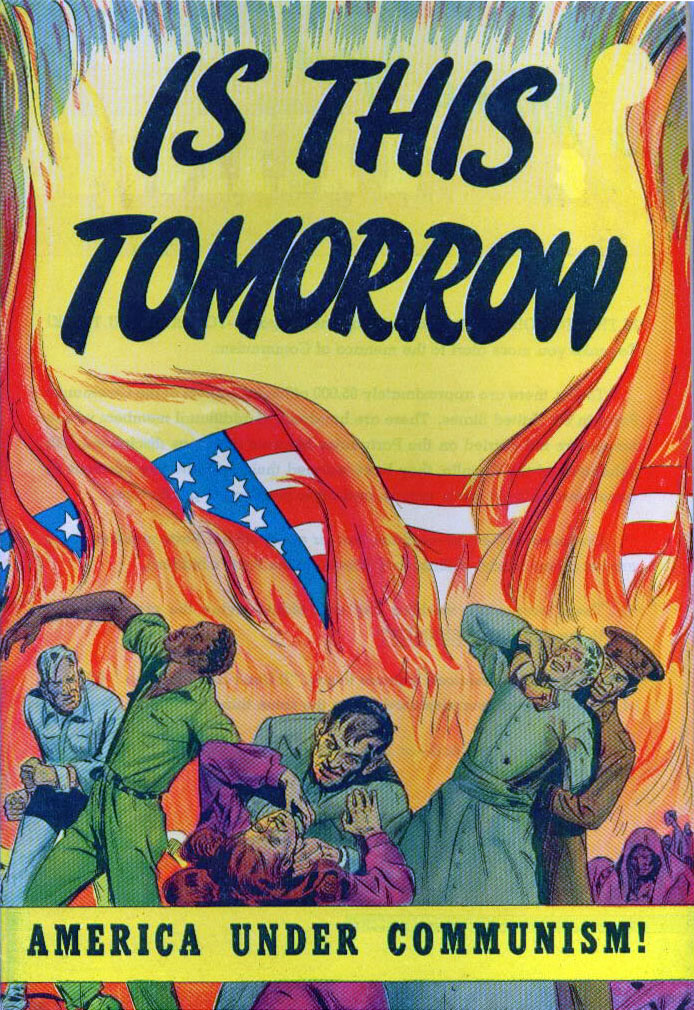
Un folleto de 1947 publicado por la Sociedad Educativa de la Corporación Catecista Católica que invoca el espectro de una toma del poder por el Comunismo

El Comité de Actividades Antiestadounidenses, con el joven congresista Richard M. Nixon en un rol central, acusó a Alger Hiss, un asesor principal de Roosevelt, de ser un espía comunista, usando testimonios y documentos proveídos por Whittaker Chambers. Hiss fue condenado y enviado a prisión, mientras que los anticomunistas obtenían una poderosa arma política.  Esto lanzó un ascenso meteórico de Nixon al Senado (1950) y a la vicepresidencia (1952).
Con la ansiedad que llegaba a niveles febriles en 1950, sobre el comunismo en Corea del Norte y China, un Senador poco conocido con anterioridad, Joe McCarthy de Wisconsin, lanzó investigaciones en el Congreso sobre encubrimientos de espías en el gobierno. McCarthy dominó los medios de comunicación, y usó acusaciones temerarias y tácticas que permitieron a sus .oponentes contraatacar efectivamente. Los irlandeses católicos (que incluían al niño prodigio conservador William F. Buckley, Jr. y a la Familia Kennedy) eran profundamente anticomunistas y defendieron a McCarthy (un miembro católico irlandés).  El jefe de la familia, Joseph Kennedy (1888–1969), un muy activo Demócrata conservador, fue el más ferviente partidario de McCarthy y logró conseguir a su hijo Robert F. Kennedy un trabajo con McCarthy. McCarthy había hablado de "veinte años de traición" (esto es, desde la elección de Roosevelt en 1932). Cuando en 1953, comenzó a hablar de "21 años de traición" e inició un ataque importante contra el Ejército por ascender a un dentista comunista en los cuerpos médicos, su temeridad fue demasiada para Eisenhower, quien alentó a los Republicanos a censurar formalmente a McCarthy en 1954.  El poder del senador colapsó repentinamente. El Senador John F. Kennedy no votó por la censura.  Buckley posteriormente fundó el National Review en 1955, como una revista semanal que ayudaba a los conservadores a definir una postura en los asuntons públicos.
El "Macarthismo" se expandió para incluir ataques a una supuesta influencia comunista en Hollywood, que llegó a crear una lista negra en la que los artistas que se negaban a testificar sobre posibles conexiones comunistas no podían obtener trabajo. Algunas celebridades famosas (tales como Charlie Chaplin) abandonaron los Estados Unidos; otras trabajaron bajo seudónimos (tales como Dalton Trumbo). El Macarthismo incluyó también investigaciones a académicos y maestros.

### Gobiernos de Eisenhower y Kennedy

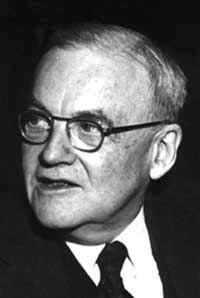
John Foster Dulles.

En 1953, Stalin murió, y luego de las  elecciones presidenciales de Estados Unidos de 1952, el presidente Dwight D. Eisenhower usó la oportunidad para terminar la guerra de Corea y continuar las políticas de la Guerra Fría. El secretario de Estado John Foster Dulles fue la figura dominante en la política exterior de la nación en los años cincuenta. Dulles denunció la "contención" de la presidencia de Truman y propugnó un programa activo de "liberación", que llevaría a un "retroceso" del comunismo. La más destacada de esas doctrinas fue la política de "Represalias masivas", que anunció Dulles a principios de 1954, evitando las costosas fuerzas terrestres convencionales características de la presidencia de Truman, en favor del ejercicio de la inmensa superioridad del arsenal nuclear estadounidense y la inteligencia encubierta. Dulles definió este enfoque como una "política arriesgada".
En 1957 se produjo un drástico golpe a la autoconfianza y superioridad tecnológica estadounidense, cuando los soviéticos vencieron a Estados Unidos en el espacio exterior lanzando el primer satélite terrestre, Sputnik. La carrera al espacio comenzó, y para principios de la década del sesenta, Estados Unidos había tomado la delantera, con la promesa del presidente Kennedy de enviar un hombre a la Luna para finales de los sesenta. El alunizaje tuvo lugar el 20 de julio de 1969.
Aparecieron problemas cercanos cuando los soviéticos formaron una alianza con Cuba tras la exitosa revolución en 1959 de Fidel Castro.
Alemania Oriental era el punto débil del imperio soviético, con refugiados que abandonaban su tierra para ir al oeste y se contaban por miles cada semana. La solución soviética llegó en 1961, con el Muro de Berlín que detenía el escape de los alemanes orientales del comunismo. Este hecho fue un importante revés propagandístico para la URSS, pero que le permitió mantener el control de Berlín Oriental.
El mundo comunista se dividió en dos, cuando China se opuso a la Unión Soviética; Mao denunció a Jrushchov por adoptar una conducta suave frente al capitalismo. Sin embargo, Estados Unidos falló en sacar ventaja de esta ruptura hasta que el presidente Richard Nixon vio la oportunidad en 1969. En 1958, Estados Unidos envió tropas dentro de Líbano por nueve meses para estabilizar al país que se encontraba al borde de una guerra civil. Entre 1954 y 1961 Eisenhower envió grandes sumas de ayuda económica y militar y 695 asesores militares a Vietnam del Sur para estabilizar al gobierno prooccidental bajo ataque de sublevados. Eisenhower apoyó las campañas de la CIA para socavar gobiernos antiestadounidenses, y obtuvo el mayor éxito en Irán y Guatemala.
La primera gran tensión dentro de la alianza OTAN ocurrió en 1956, cuando Eisenhower forzó al Reino Unido y Francia a retroceder en la invasión de Egipto (con Israel, cuyo objetivo era recobrar la propiedad del Canal de Suez. En lugar de apoyar los reclamos de sus socios de la OTAN, la presidencia de Eisenhower expuso que se oponía al aventurismo imperial francés y británico en la región por pura prudencia, al temer que el conflicto del líder egipcio Gamal Abdel Nasser con los antiguos poderes coloniales de la región reforzar el poder soviético en la región.
La Guerra Fría llegó a su punto más peligroso durante la presidencia de Kennedy en la Crisis de los misiles en Cuba, una confrontación tensa entre la Unión Soviética y Estados Unidos con motivo del despliegue de misiles nucleares en Cuba. La crisis comenzó el 16 de octubre de 1962 y duró trece días. Fue el momento cuando la Guerra Fría se encontró más cercana a explotar y volverse un intercambio nuclear devastador entre las dos superpotencias. Kennedy decidió no invadir o bombardear Cuba pero instituyó un bloqueo a la isla. La crisis concluyó con un compromiso, por el cual los soviéticos quitaron los misiles públicamente mientras Estados Unidos hizo lo mismo en forma secreta con sus misiles nucleares en Turquía. En Moscú, los líderes comunistas sacaron a Nikita Jrushchov por su comportamiento temerario.

## La Era de la Opulencia (Affluent Society)
El racionamiento de la guerra fue levantado en septiembre de 1945, pero la prosperidad no retornó pues los tres años siguientes serían testigos de la difícil transición a una economía de tiempos de paz. 12 millones de veteranos de guerra se encontraban en busca de trabajo y en muchos casos no podían conseguirlo. La inflación se volvió un problema muy serio, con un promedio de 10% anual hasta 1950 y la escasez de materia prima perseguía a la industria manufacturera. Además, las huelgas sacudían a la nación, en muchos casos exacerbadas por tensiones raciales, con motivo de que los afroestadounidenses habían tomado trabajos durante la guerra y se enfrentaban a furiosos veteranos que retornaban y les exigían hacerse a un lado. La inmensa cantidad de mujeres trabajadoras en la población activa en la guerra también fue rápidamente quitada para hacer lugar a los esposos. Luego de la toma de poder del Congreso por los Republicanos en las elecciones de 1948, el presidente Truman se vio obligado a reducir los impuestos y limitar la interferencia del gobierno en la economía. Habiendo hecho esto, se montó el escenario para el auge económico que, con solo unos pequeños tropiezos, duraría por los siguientes 23 años. Después de superar los obstáculos iniciales del período 1945-48, los estadounidenses se encontraron con grandes cantidades de dinero por el trabajo realizado durante la guerra y que no había sido posible gastar dada la poca cantidad de bienes que comprar en aquellos años. El resultado fue el consumo y gasto masivo, con una demanda enorme y voraz de nuevas casas, automóviles y electrodomésticos. Un número cada vez mayor disfrutaba de salarios elevados, casas más grandes, mejores escuelas y comodidades del hogar tales como aspiradoras, lavarropas, —que fueron hechas para ahorrar tiempo, así como para facilitar el trabajo hogareño. Invenciones conocidas a principios del siglo XXI hicieron su aparición durante esta época. Las criadas cama adentro y cocineros, figuras comunes en los hogares de clase media a principios del siglo, se volvieron inauditas en los años cincuenta; solo los más ricos tenían sirvientes. Los propietarios disfrutaban de hogares con calefacción central con agua caliente. Los nuevos estilos de muebles eran brillantes, baratos y livianos, así como fáciles de mover. Al decir de John Kenneth Galbraith in 1958:
"El individuo común tiene acceso a servicios -comidas, entretenimiento, transporte personal e instalaciones de agua- a los cuales ni siquiera los ricos accedían una década atrás".
El consumismo representó una de las consecuencias (así como también uno de los ingredientes) del auge económico de la posguerra. La búsqueda inicial de autos, electrodomésticos y nuevos muebles al terminar la Segunda Guerra Mundial se expandió rápidamente volviéndose, durante los cincuenta, consumo masivo de bienes, servicios y materiales recreativos. Entre 1945 y 1960 el PBI creció 250%, los gastos en construcciones nuevas se multiplicaron nueve veces y el consumo de servicios personales se triplicó. Para 1960 el ingreso per cápita era 35% mayor que en 1945 y Estados Unidos entró en lo que el economista Walt Rostow refirió como la etapa del desarrollo económico de "alto consumo masivo". Los créditos a corto plazo aumentaron de $8,4 mil millones en 1946 a $45,6 mil millones en 1958. Como resultado del auge económico de la posguerra, el 60% de la población estadounidense había llegado a obtener un estándar de vida de "clase media" hacia la mitad de los años cincuenta (definido como ingresos de $3000 a $10000 en dólares constantes), comparado con los solo 31% del último año de prosperidad anterior a la llegada de la Gran Depresión. Para fines de la década el 87% de las familias tenía un televisor, el 75% un auto y el 75% un lavarropas. Entre 1947 y 1960 el ingreso real promedio de un trabajador estadounidense se incrementó tanto como lo había hecho en la anterior mitad del siglo.
Con la prosperidad de la época, prevaleció una actitud social de creencia en la ciencia, la tecnología, el progreso y el futurismo. Comparativamente había poca nostalgia de la era anterior a la guerra y el énfasis estaba puesto en poseer todo, en forma más novedosa y avanzada que antes. Sin embargo, el conformismo y consumismo de los años cincuenta fue criticado por intelectuales (como en los libros de Henry Miller The Air-Conditioned Nightmare y Sunday After The War) y hubo un gran malestar bajo la superficie de la sociedad estadounidense que entraría en erupción en la década siguiente.
Además del inmenso mercado interno para objetos de consumo, Estados Unidos se volvió "la fábrica del mundo", al ser el único poder importante cuyas tierras estaban intactas por la guerra. El dinero estadounidense y los productos manufacturados inundaron Europa, Corea del Sur y Japón y ayudaron a su reconstrucción. La dominación de las manufacturas estadounidenses no encontraría competencia sino hasta un cuarto de siglo después de 1945.

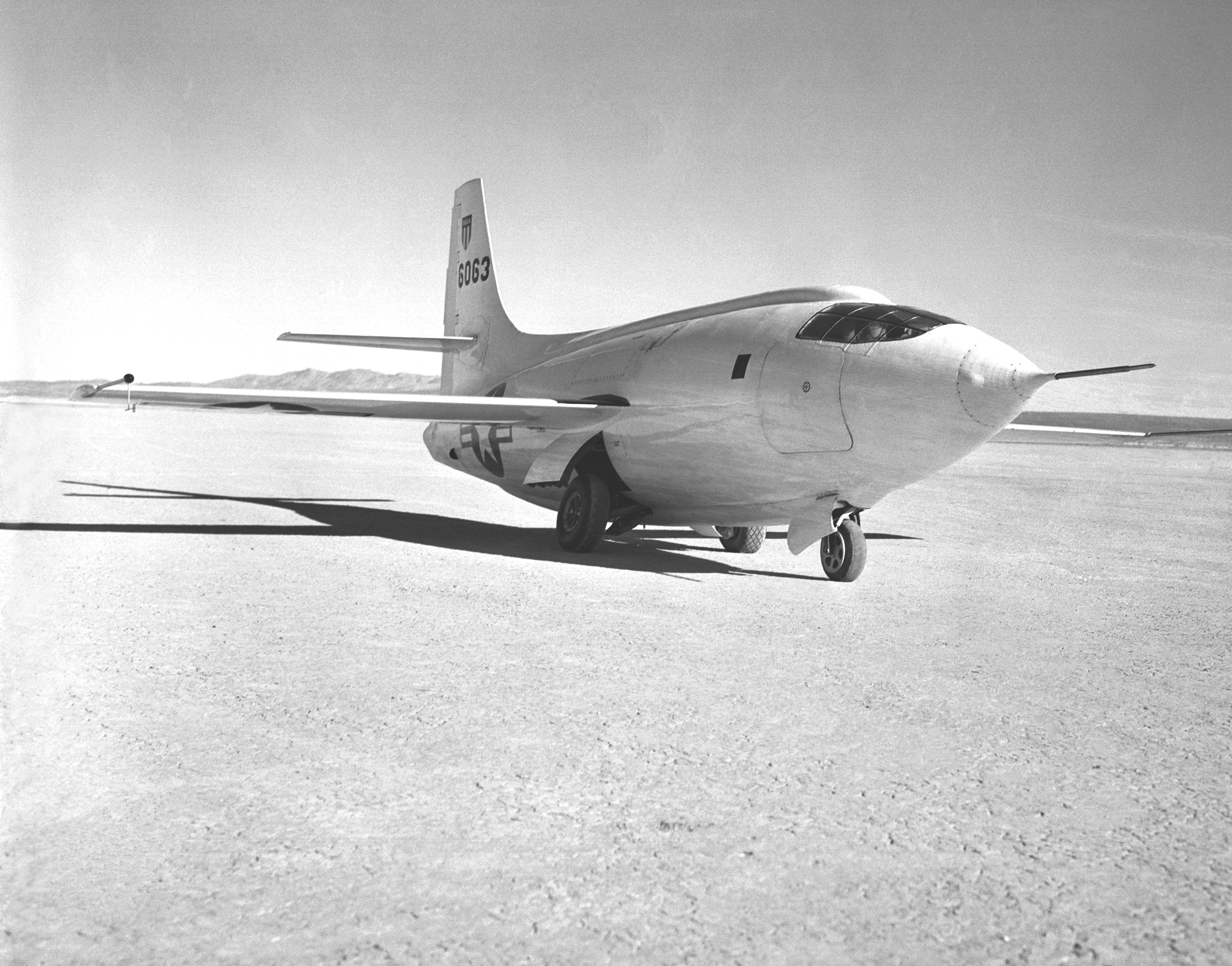
El Bell X-1, primer avión supersónico, representó el salto en los avances de la industria aeronáutica de aquellos años.

Uno de los principales factores de la prosperidad de la posguerra fue el auge tecnológico producido por la experiencia de la guerra. Las manufacturas habían avanzado con pasos enormes y ahora era posible producir bienes de consumo en cantidades y niveles de sofisticación no vistos antes de 1945. La adquisición de tecnología de la ocupación de Alemania también fue un activo, dado que en algunos casos estaba más avanzada que su contraparte americana, en especial en los campos de óptica y equipamiento de audio. El automóvil típico de 1950 era en promedio $300 más caro que la versión de 1940, pero se producía el doble. Autos de lujo tales como Cadillac, que antes habían sido casi en su totalidad producidos a mano y disponibles para ricos, ahora se producían en masa y dentro de un nivel de precios de clase media alta.
Los rápidos cambios sociales y tecnológicos trajeron consigo una corporatización de Estados Unidos y el declive de la pequeña empresa, que sufrió muchas veces por la alta inflación de la posguerra y los costos operativos crecientes. Los periódicos disminuyeron en número y se consolidaron, por los factores mencionados anteriormente y las noticias por televisión. La industria ferroviaria, en el pasado piedra angular de la economía estadounidense y con una inmensa y frecuentemente despreciada influencia en la política nacional, también padeció por la explosión de las ventas de automóviles y la construcción del sistema interestatal de autopistas. Hacia finales de los años cincuenta, ya se encontraba en declive y para los setenta entró completamente en bancarrota, requiriendo una toma de control por el gobierno federal. Los fabricantes de automóviles pequeños como Nash Motors, Studebaker y Packard encontraron imposible competir con los Tres Grandes en el nuevo mundo de posguerra y cayeron gradualmente en el olvido durante los siguientes 15 años. La suburbanización causó el movimiento gradual de la clase trabajadora y los trabajos hacia afuera de las ciudades con el surgimiento de centros comerciales reemplazando a los negocios tradicionales del centro urbano. Con el tiempo, esto produjo efectos desastrosos en las zonas urbanas.
La prosperidad y el optimismo generalizado hizo que los estadounidenses sintieran que era un buen momento para traer niños al mundo, y por ello se produjo un auge de bebés durante la década siguiente a 1945 (el baby boom tuvo su clímax durante mediados de los cincuenta, luego de lo cual las tasas de natalidad disminuyeron gradualmente hasta estar por debajo del nivel de reemplazo en 1965). Aunque el número global de niños por mujer no era inusualmente alto (un promedio de 2,3), fue ayudado por las mejoras tecnológicas que redujeron las tasas de mortalidad infantil respecto a la época de la preguerra. Entre otras cosas, esto tuvo como resultado una demanda de productos infantiles sin precedentes y una expansión inmensa del sistema de escuelas públicas. El gran tamaño de la generación baby boom de la posguerra tuvo importantes repercusiones sociales en las décadas siguientes en Estados Unidos.
Aparte del desarrollo del Movimiento por los Derechos Civiles, las mujeres habían sido excluidas de las fábricas al finalizar la Segunda Guerra Mundial para hacer lugar a los veteranos que retornaban, lo que causó irritación frente a las expectativas sociales de ser una esposa siempre presente en el hogar y sin trabajo, dedicada solo a cocinar, limpiar, hacer compras y atender a los niños. El alcohol y el abuso de píldoras no era raro entre las mujeres durante los años cincuenta, algo ciertamente opuesto a la imagen idílica presentada por los programas de televisión como "Leave it to Beaver", "Ozzy and Harriet" y Papá lo sabe todo. En 1963, Betty Friedan publicó su libro Mística de la feminidad, que criticaba fuertemente el rol de la mujer durante los años de la posguerra y fue un éxito de superventas y un catalizador del movimiento de liberación de la mujer. Los sociólogos notaron que la "esposa ociosa" de la década de los cincuenta fue una excepción más que una regla en la historia estadounidense, en la cual las mujeres generalmente sí trabajaban en cierta medida.

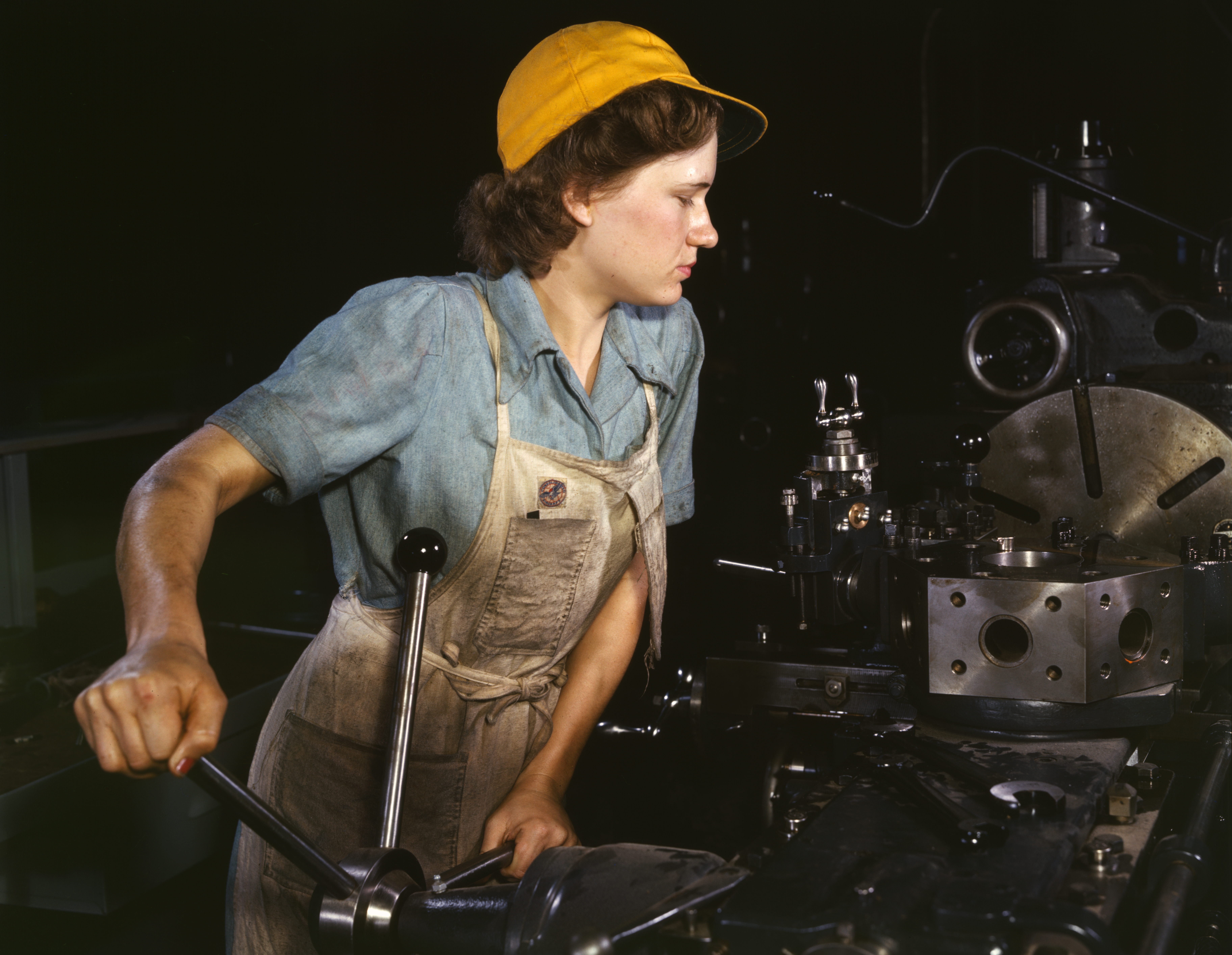
Trabajadora en la fábrica Consolidated Aircraft, en Fort Worth, Texas.

La prosperidad también trajo por primera vez el desarrollo de una cultura juvenil distintiva, dado que los adolescentes no estaban obligados a trabajar o mantener a sus familias a edades tan tempranas como en el pasado. Esto culminó con el desarrollo de nuevos géneros musicales como el rock-and-roll así como estilos de moda y subculturas, de la cual la más famosa fue la "greaser", un joven que conducía motocicletas, usaba el peinado "ducktail" (prohibido ampliamento en las escuelas) y mostraba un generalizado desinterés por las leyes y la autoridad. El fenómeno greaser se puso en marcha por las controvertidas películas orientadas a jóvenes como Semilla de maldad (1953) con el papel estelar de Marlon Brando y Rebelde sin causa (1955) con James Dean como protagonista.
La economía estadounidense creció espectacularmente en el período de posguerra, expandiéndose a un ritmo del 3,5% por año entre 1945 y 1970. Durante este período de prosperidad, muchos ingresos se duplicaron en una generación, lo que el economista Frank Levy describió como movilidad ascendente sobre un cohete. El aumento sustancial en el ingreso familiar promedio tuvo como resultado que millones de trabajadores de oficinas y fábricas fueran elevados a una creciente clase media, lo que les permitió mantener un estándar de vida alguna vez considerado reservado a los ricos. Según lo notó Deone Zell, el trabajo en la cadena de montaje pagaba bien, mientras que los trabajos en fábricas sindicalizadas servía como peldaños hacia la clase media. Para finales de los cincuenta, el 87% de las familias estadounidenses tenían al menos un televisor, 75% poseían autos y 60% era propietarios de sus hogares. Para 1960 los obreros se habían vuelto los mayores compradores de muchos bienes de lujo y servicios. Además, hacia principios de la década de 1970, los consumidores estadounidenses posteriores a la Segunda Guerra Mundial disfrutaban de mayores niveles de ingreso disponible que los de cualquier otro país.
La gran mayoría de los trabajadores estadounidenses que disfrutaban de trabajos estables estaban en buenas condiciones financieras, e incluso los trabajos no sindicalizados estaban asociados a sueldos crecientes, beneficios y obtenían muchas de las ventajas que caracterizaban a los trabajos agremiados. Surgió una clase trabajadora ascendente, cuyos obreros disfrutaban de los beneficios de ser propietarios de sus casas y los salarios elevados les proveían la habilidad de pagar por nuevos autos, electrodomésticos y vacaciones con regularidad. Para los años sesenta, un obrero ganaba mucho más que lo que lo hacía un gerente en los años cuarenta, aunque su posición relativa dentro de la distribución de ingresos no había cambiado.
Según el decir de la historiadora Nancy Wierek:
En el período de posguerra, la mayoría de los estadounidenses eran prósperos en el sentido de que estaban en una posición para gastar dinero en muchas cosas que querían, deseaban o elegían tener, en lugar de solo sus necesidades.
Los historiadores Ronald Edsforth y Larry Bennett dijeron al respecto:
Hacia mediados de los sesenta la mayoría de la clase trabajadora de Estados Unidos que no era víctima de la segunda Temor Rojo abrazó o al menos toleró al anticomunismo porque era parte integral del Nuevo Sueño Americano al que habían confiado sus vidas. Ni su sueño era imposible de obtener, ni sus vidas eran vanas a causa de él. De hecho, por al menos un cuarto de siglo, las promesas materiales del americanismo orientado al consumo se cumplieron con mejoras en la vida diaria que los volvieron la clase obrera más próspera en la historia de Estados Unidos.
Entre 1946 y 1960 Estados Unidos fue testigo de una significativa expansión en el consumo de bienes y servicios. El PBN creció un 36% y el gasto en consumo personal tuvo un crecimiento del 42%, ganancias acumulativas que se vieron reflejadas en ingresos de familias e individuos no relacionados entre sí. Mientras que el número de estas unidades creció bruscamente de 43,3 millones a 53,1 millones en 1960, un incremento del 23%, sus ingresos crecieron aún más rápido, de $3490 en 1946 a $6900 en 1960, un incremento del 43%. Después de considerar la inflación, el salario real se elevó un 16%. El espectacular crecimiento del estándar de vida del estadounidense promedio fue tal, que el sociólogo George Katona consideró:
Hoy en este país el estándar mínimo de nutrición y vestimenta está asegurado, no para todos, pero sí para la mayoría. Más allá de estas necesidades mínimas, aquellos lujos como la propiedad inmueble, los bienes durables, viajes, recreación y entretenimiento ya no están limitados a unos pocos. Las amplias masas participan en el disfrute de todas estas cosas y general la mayor parte de la demanda de estas".
Se construyeron más de 21 millones de unidades habitacionales entre 1946 y 1960, y en el último año mencionado el 52% de las unidades de consumo de las áreas metropolitanas eran dueñas de sus hogares. En 1957, de entre todos los hogares conectados al cable, el 96% tenía una heladera, el 87% un lavavajillas, el 81% una televisión, el 67% una aspiradora, el 18% un congelador, el 12% un secador eléctrico o a gas y el 8% aire acondicionado. La propiedad automotriz creció a un ritmo vertiginoso, con el 72% de los consumidores como dueños de un automóvil en 1960. Entre 1958 y 1964 el salario semanal promedio neto de un obrero creció a un ritmo regular de $68 a $78 (en dólares constantes). En una encuesta realizada en 1949, el 50% de los estadounidenses dijeron que se encontraban satisfechos con su salario familiar, una cifra que creció hasta el 67% para 1969.
El período de 1946 a 1960 también fue testigo de un incremento significativo en el tiempo de ocio pago de los trabajadores. La semana laboral de cuarenta horas establecida en el Acta de Estándares Justos de Trabajo en las industrias cubiertas se volvió el horario real en casi todos los puestos de trabajo para 1960, mientras que los trabajadores no cubiertos tales como los rurales y los autónomos trabajaban menos horas que antes, aunque seguían desempeñándose por más horas que los demás. La vasta mayoría de los trabajadores comenzaron a disfrutar de vacaciones pagas, con el 91% de los obreros cubiertos por los convenios colectivos más importantes además con vacaciones pagas para el año 1957 (generalmente con un máximo de tres semanas), mientras que para el principio de los sesenta casi todas las industrias pagaban vacaciones y casi todas lo hacían por siete días al año. Las industrias dedicadas al ocio florecieron como resultado de que casi todos los estadounidenses disfrutaban de un significativo tiempo libre pago para 1960, mientras que muchos obreros y oficinistas habían llegado a esperar mantenerse en sus trabajos en forma vitalicia. Las posibilidades educativas eran mucho mayores que en otros países y mayor también era la proporción de jóvenes graduados de escuelas secundarias y universidades que en el resto del mundo, con cientos de nuevos terciarios y universidades nuevas cada año. La matrícula se mantenía baja -era gratis en las universidades estatales de California. En el nivel avanzado, la ciencia, ingeniería y medicina estadounidenses era famosas mundialmente. Para la mitad de los sesenta la mayoría de los trabajadores estadounidenses disfrutaban de los más altos salarios del mundo, y para fines de los sesenta la gran mayoría de los estadounidenses eran más ricos que la gente de otros países con excepción de Suecia, Suiza y Canadá. Según lo dicho por el historiador John Vaizey:
Para hacer una comparación con la Unión Soviética, sería fácil decir que todos, excepto los estadounidenses más pobres, se encontraban en mejores condiciones que los rusos, que la educación era mejor, pero que el servicio sanitario era peor, pero sobre todo, los estadounidenses tenían libertad de expresión e instituciones democráticas.
Con respecto a la seguridad social, la era de la posguerra vio una mejora considerable en el seguro de los trabajadores y sus dependientes frente a riesgos como las enfermedades, con programas privados de seguro en expansión como Blue Cross y Blue Shield. Con excepción de los trabajadores de campo y domésticos, casi todos los miembros de la fuerza laboral estaban cubiertos por la seguridad social. En 1959 aproximadamente dos tercios de los trabajadores de fábricas y tres cuartos de los de oficina recibían planes de pensión privados suplementarios. Además el 86% de los trabajadores de fábricas y el 83% de los de oficina tenían trabajos que cubrían seguros hospitalarios mientras que el 59% y el 61% respectivamente tenían seguros adicionales para doctores. Para 1969, el ingreso promedio de una familia blanca había ascendido a $10953, mientras que el ingreso promedio de una familia negra estaba rezagado en $7255, lo que revelaba una disparidad racial que continuaba en los salarios entre varios segmentos de la población estadounidense. El porcentaje de estudiantes estadounidenses que seguían en el sistema educativo luego de la edad de 15 años también era mayor que en casi todos los países desarrollados, con más del 90% de los de 16 años y aproximadamente el 75% de los de 17 dentro del sistema educativo hacia 1964-66.
En el centro de la cultura de la clase media en los años cincuenta se encontraba una creciente demanda de bienes de consumo; un resultado de la prosperidad de la posguerra: el incremento en la variedad y disponibilidad de productos de consumo y la publicidad televisiva. Estados Unidos generaba una demanda creciente a ritmo regular de mejores automóviles, prendas, electrodomésticos, vacaciones familiares y educación superior.

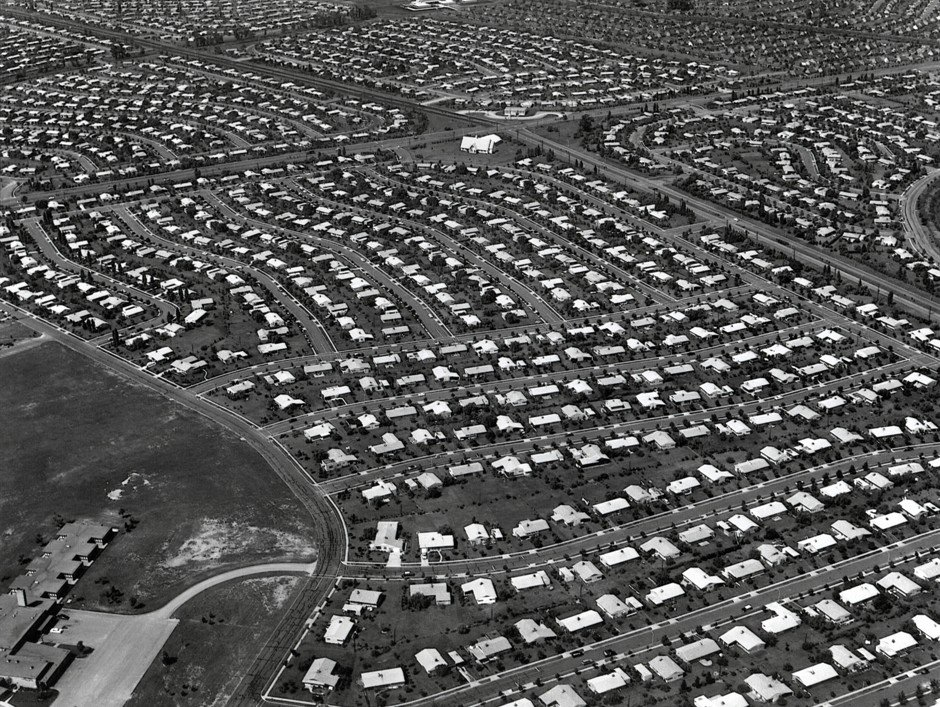
Aerial view of Levittown, Pennsylvania, circa 1959

### Suburbios
Con la producción de automóviles en Detroit tan rápida como era posible, los habitantes de áreas urbanas abandonaron sus departamentos hacinados en busca de un estilo de vida suburbano centrado en los niños y las esposas, con el esposo trabajador trasladándose para el trabajo. Los suburbios contenían un tercio de la población del país en 1960. El crecimiento de los suburbios no solo fue un resultado de la prosperidad de la posguerra, pero las innovaciones en el mercado de casas unifamiliares con bajas tasas de interés e hipotecas de 20 a 30 años, y bajos pagos, especialmente para veteranos. William Levitt comenzó una tendencia con el uso de técnicas de producción en masa para construir un gran desarrollo inmobiliario en Long Island, Levittown. Mientras tanto, la población suburbana creció por el auge de los bebés, de la posguerra. Los suburbios ofrecían grandes casas para familias más numerosas y seguridad frente a la vida urbana, privacidad y espacio para bienes de consumo.

### Pobreza y desigualdad en la era de la posguerra
Aún con la prosperidad de la era de la posguerra una minoría significativa de los estadounidenses continuaba viviendo en la pobreza hacia finales de los cincuenta. En 1947, el 34% de las familias ganaba menos de $3000 al año, comparado con el 22,1% en 1960. Sin embargo, entre un quinto y un cuarto de la población no podía sobrevivir con el ingreso que obtenía. La generación mayor de los estadounidenses no se benefició tanto con el auge económico de la posguerra, especialmente porque muchos no se habían podido recuperar financieramente de la pérdida de sus ahorros durante la Gran Depresión. Se daba por cierto que el individuo promedio de 35 años de edad en 1959 tenía una mejor casa y auto que el de 65 años de edad promedio, que generalmente solo tenía como ingreso una pequeña pensión de seguridad social. Muchos obreros continuaron viviendo en la pobreza, con el 30% de los empleados en industrias en 1958 cobrando menos de $3000 al año. Además, los individuos que ganaban más de $10000 al año pagaban una proporción menor de sus ingresos como impuestos que los que obtenían menos de $2000 al año. En 1947 el 60% de las familias negras vivían por debajo del nivel de pobreza (definido en un estudio como debajo de $3000 en dólares de 1968), comparado con el 23% de las familias blancas. En 1968 el 23% de las familias negras vivían bajo el nivel de pobreza, comparado con el 9% de las familias blancas. En 1946, el 11% de las familias blancas eran ricas (definido como sobre $10000 en dólares de 1968), comparado con el 3% de las familias negras. En 1968 el 42% de las familias blancas eran definidas como ricas, comparado con el 21% de las familias negras. En 1947, el 8% de las familias negras cobraban $7000 o más (en dólares de 1968) comparado con el 66% de las familias blancas. En 1960, la media de ingreso para un hombre casado obrero era de $3993 para los afroestadounidenses y $5877 para los blancos. En 1969 esas cifras eran de $5746 y $7452 respectivamente.
Como lo resaltaba el líder socialista Michael Harrington, todavía existía el otro Estados Unidos de América La pobreza disminuyó bruscamente en los sesenta mientras la nueva frontera y la Gran Sociedad ayudaban a las personas mayores especialmente. La proporción de personas bajo la línea de pobreza cayó a la mitad, de 22% en 1960 a 12% en 1970 y luego se estabilizó allí.

### Vida rural
La población rural disminuyó a un ritmo regular con la mudanza de las familias a áreas urbanas, donde en promedio eran más productivas y obtenían un estándar de vida más elevado.  Friedberger sostiene que el período de la posguerra tuvo una mecanización acelerada de la agricultura, combinada con nuevos y mejorados fertilizantes y manipulación genética del maíz híbrido. Esto llevó a una mayor especialización y mayores riesgos económicos para los granjeros. Los crecientes precios de la tierra los forzaron a venderlas y mudarse a los pueblos, con la vieja granja volviéndose parte de la heredad vecina y agrandándola. La mecanización significó menor necesidad de trabajo; los granjeros podían hacer trabajar sus hectáreas incluso en la vejez. El resultado fue la disminución de la población rural y la ganancia en los centros de servicios que proveían nueva tecnología. La población rural no granjera creció con las fábricas atraídas por el acceso a buenos transportes sin el costo elevado de las tierras, impuestos, sindicalización y congestión de tráfico en los distritos industriales de las ciudades. Áreas rurales alguna vez remotas como los Ozarks en Misuri y los North Woods en el Medio Oeste alto, con un estilo de vida rústico y muchos sitios aptos para la pesca atrajeron a los jubilados y turistas de vacaciones.

## Movimiento por los derechos civiles

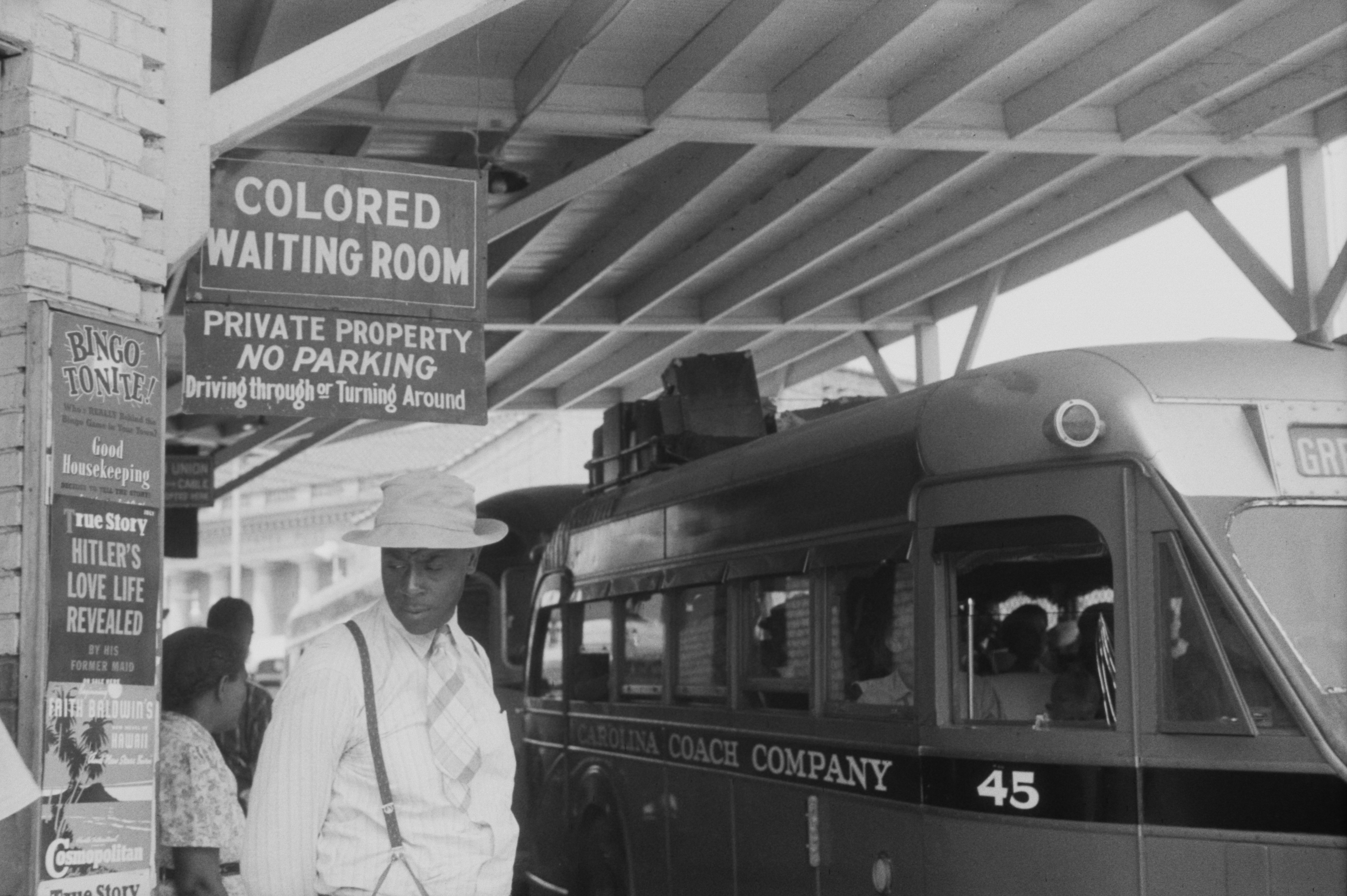
Una parada de autobús en Durham (Carolina del Norte) en mayo de 1940. Las leyes de Jim Crow mantuvieron de jure una situación de segregación racial en el ámbito local o estadual.

Luego de la Reconstrucción, muchos Estados adoptaron las restrictivas leyes Jim Crow  que establecían una segregación de razas y la ciudadanía de segunda clase de los afroestadounidenses. La Corte Suprema aceptó la segregación como constitucional en 1896 en el Caso Plessy contra Ferguson. La discriminación en el Sufragio continuó generalizada en el Sur de Estados Unidos durante los años cincuenta. Menos del 10% votaba en el Sur Profundo, aunque una mayor proporción lo hacía en los estados del limítrofes, y los afroestadounidenses se estaban organizando en el Partido Demócrata en las ciudades del norte. Aunque ambos partidos prometieron el progreso en 1948, el único desarrollo importante antes de 1954 fue la integración en el ejército.

### Caso Brown contra Consejo de Educacióny "resistencia masiva"

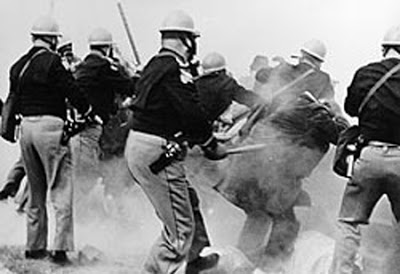
La policía de Alabama ataca a los manifestantes de los derechos civiles en el Domingo Sangriento del 7 de marzo de 1965.

En los comienzos del movimiento por los derechos civiles, los litigios judiciales y grupos de presión fueron el centro de los intentos de integración. Las decisiones de la Corte Suprema de los Estados Unidos en el Caso Brown contra Consejo de Educación de Topeka (1954), Powell c. Alabama (1932), Smith c. Allwright (1944), Shelley c. Kraemer (1948), Sweatt c. Painter (1950) y McLaurin c. Regentes del Estado de Oklahoma (1950) llevaron a cambios en las tácticas, y entre 1955 y 1965 la "acción directa" fue la estrategia— principalmente boicots en autobuses, sentadas, viajes de la libertad y movimientos sociales.
"Brown contra Consejo de Educación de Topeka" fue un caso muy famoso de la Corte Suprema de Estados Unidos, que declaró ilegal en forma explícita la segregación en las instalaciones de la educación pública para negros y blancos, decidiendo esto con base en que la doctrina de "separados pero iguales" nunca podía realmente proveer a los afroestadounidenses instalaciones de la misma calidad que la disponible para los estadounidenses blancos. Ciento un miembros de la Cámara de Representantes de los Estados Unidos y diecinueve senadores firmaron el Manifiesto Sureño condenando la decisión de la Corte Suprema como inconstitucional.
El gobernador de Arkansas, Orval Eugene }Faubus, usó a la Guardia Nacional de Arkansas para impedir la integración de la escuela secundaria Little Rock Central en 1957. El presidente Eisenhower nacionalizó las fuerzas del estado y envió al ejército de Estados Unidos para aplicar las órdenes de jueces federales. Los gobernadores Ross Barnett de Misisipi y George Wallace de Alabama bloquearon físicamente las puertas de entrada a las facultades de sus respectivas universidades estatales. El comisionado para la seguridad pública de Birmingham (Alabama), Eugene T. "Bull" Connor defendió la violencia contra los viajeros de la libertad y ordenó usar mangueras de incendio y perros de la policía contra los manifestantes. El sheriff Jim Clark del condado de Dallas, Alabama, usó a sus ayudantes en el Domingo Sangriento de 1965 contra los manifestantes y amenazó en forma personal a otros. La policía en todo el Sur arrestó a los activistas de los derechos civiles por medio de cargos fabricados.

### Organizaciones de derechos civiles

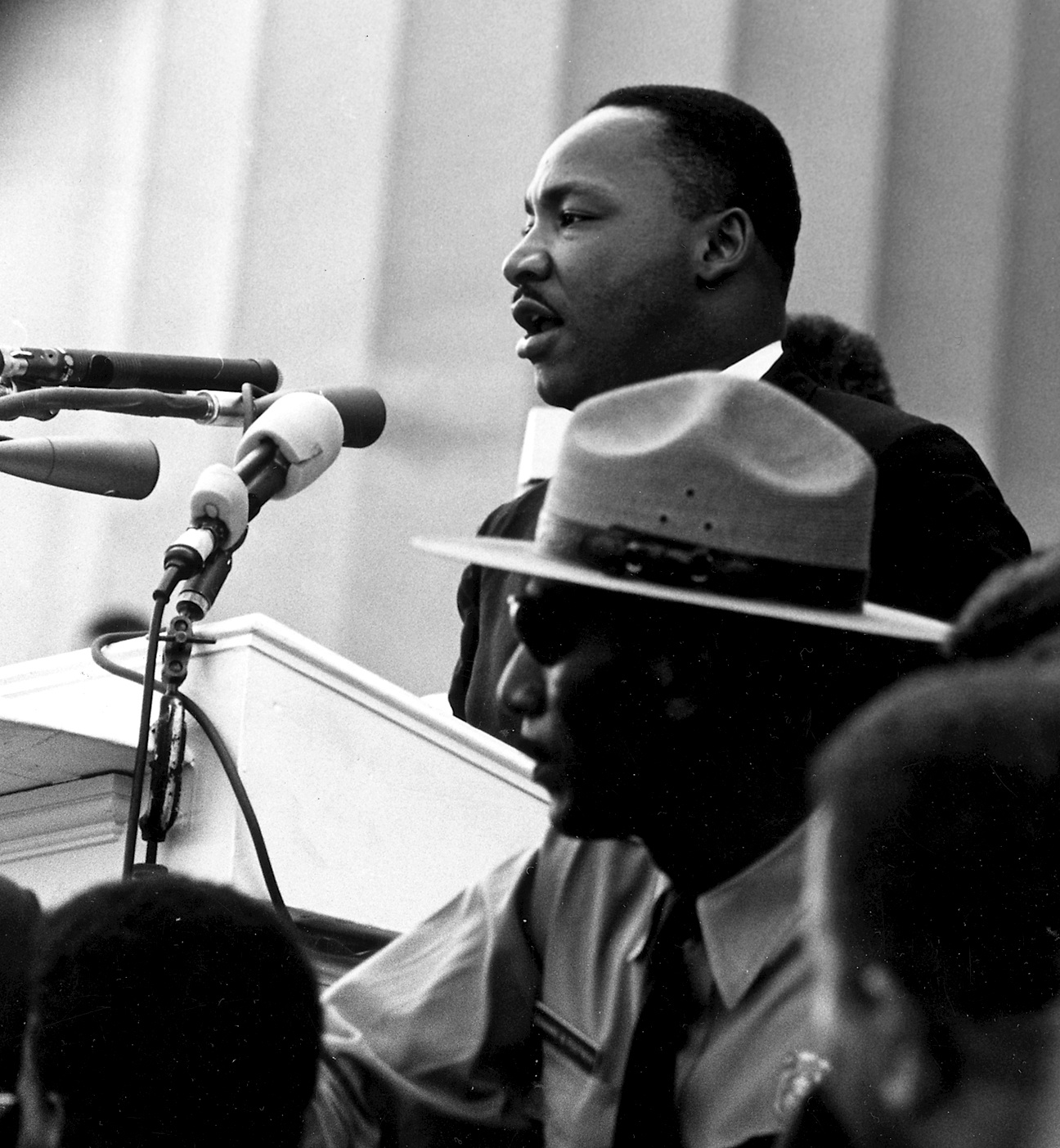
Martin Luther King hablando en la Marcha por los Derechos Civiles de 1963 en Washington D. C.

Aunque tenía apoyo y simpatizantes blancos, el movimiento por los derechos civiles moderno fue diseñado, guiado, organizado y poblado por afroestadounidenses, que se ubicaron junto a sus familias al frente en la lucha por la libertad. El heroísmo llegaba a todos los estadounidenses a través del periódico y, más adelante, las entrevistas televisivas mientras las marchas y manifestaciones pacíficas eran atacadas violentamente por las fuerzas de seguridad. Los policías usaban bastones, látigos, mangueras contra incendios, perros policías y arrestos masivos para intimidar a los manifestantes. La segunda característica del movimiento la conformaba el no ser monolítico, liderado por uno o dos personas. En su lugar era una campaña dispersa y al nivel de las bases, que atacaba a la segregación en muchos lugares distintos y usando tácticas diversas. Mientras algunos grupos e individuos dentro del movimiento por los derechos civiles—tales como Malcolm X—abogaban por el Black Power, el separatismo negro o incluso la resistencia armada, la mayoría de los participantes se mantuvo dedicada a los principios de la no violencia, una decisión deliberada por una minoría oprimida de abstenerse de la violencia para beneficios políticos. Usando las estrategias de la no violencia, los activistas de los derechos civiles sacaron ventaja de los reportajes de cadenas de noticias nacionales emergentes, en especial de televisión, para capturar la atención nacional.
El rol de liderazgo de las iglesias negras en el movimiento fue una extensión natural de sus estructuras y funciones. Ofrecían a los miembros la oportunidad de ejercer roles que la sociedad les negaba. A través de la historia, la iglesia negra sirvió como un lugar de adoración y también como base para ministros poderosos, tales como el congresal Adam Clayton Powell Jr. en la ciudad de Nueva York. El más importante clérigo del movimiento de derechos civiles fue Martin Luther King, quien fue nombrado persona del año por la revista "Time en 1963 y mostró una incansable dedicación personal para la libertad de los afroestadounidenses, obteniendo reconocimiento internacional y el Premio Nobel de la Paz por su fuerte liderazgo.
Estudiantes y seminaristas tanto en el Sur como en el Norte de Estados Unidos tuvieron roles clave en cada fase del movimiento por los derechos civiles. Movimiento liderados por las iglesias y estudiantes desarrollaron sus propias estructuras organizacionales sostenibles.  La Conferencia Sur de Liderazgo Cristiano (SCLC), fundada en 1957, coordinó y obtuvo fondos, principalmente de fuentes norteñas, para protestas locales y para entrenar a líderes afroestadounidenses. El Comité Coordinador Estudiantil No Violento, o SNCC, fundada en 1960, desarrolló la estrategia de cárcel y no fianza. El rol de la SNCC fue desarrollar y coordinar campañas de sentadas y ayudar en la organización de viajes de la libertad, registro de votantes y otras actividades de protesta. Estos tres nuevos grupos unían sus fuerzas seguido con organizaciones ya existentes como la National Association for the Advancement of Colored People (NAACP), fundada en 1909, el Congreso por la Igualdad Racial (CORE) fundado en 1942, y la Liga Nacional Urbana. La NAACP y su director, Roy Wilkins, proveyeron de asesoramiento legal para manifestantes arrestados, ayudaron a recaudar fondos para fianzas y continuaron el examen de la segregación y la discriminación en los juzgados tal y como lo venía haciendo por medio siglo. El CORE inició en 1961 los Viajes de la Libertad, que involucraba a muchos miembros del SNCC y el líder del CORE, James L. Farmer Jr. luego se volvió secretario ejecutivo del SNCC.
La administración del Presidente John F. Kennedy apoyó la puesta en vigencia de la desegregación en escuelas y servicios públicos. El ministro de Justicia Robert F. Kennedy inició más de cincuenta causas judiciales en cuatro estados para asegurar el derecho al voto de los afroamericanos. Sin embargo, el director de la FBI, John Edgar Hoover, preocupado por posibles influencias comunistas en el movimiento por los derechos civiles y antagonista de King, usó a la FBI para desacreditar a King y a otros líderes de los derechos civiles.

## Administraciones presidenciales

### Presidencia de Truman: 1945–53
Truman, que había sido un niño de campo autodidacta, presentaba un gran contraste respecto al urbano e imperioso Roosevelt, que retuvo un control personal en todas las decisiones. Truman era un presidente sencillo y sin pretensiones que confiaba en su gabinete, remarcando que la pelota se detiene aquí y si no puedes soportar el calor, será mejor que salgas de la cocina.  Truman enfrentó muchos desafíos en las relaciones internas. Sus resultados en las encuestas estaban por las nubes cuando tomó posesión del cargo en 1945 luego de la muerte repentina de Roosevelt, pero luego se hundió en niveles bajos por casi todos sus ocho años de presidencia. El desorden de la reconversión de la economía de Estados Unidos de la posguerra estuvo marcada por carencias severas de vivienda, carne, electrodomésticos, automóviles y otros bienes racionados. El país fue golpeado por largas huelgas en las industrias más importantes en 1946. Los Republicanos tomaron el control del Congreso con una victoria arrolladora en 1946 y aprobaron el Acta Taft-Hartley superando el veto del presidente. Truman usó órdenes ejecutivas para terminar con la discriminación racial en las fuerzas armadas y creó controles de lealtad que dieron de baja a miles de miembros comunistas viajeros. La presidencia de Truman también estuvo llena de incidentes en las relaciones internacionales, con la derrota de la Alemania Nazi y su decisión de usar armas nucleares contra Japón, la fundación de la Organización de las Naciones Unidas, el Plan Marshall de 1948 para reconstruir Europa, la Doctrina Truman de 1947 para contener al comunismo, el inicio de la Guerra Fría, puente aéreo de Berlín de 1948 y, en 1949, la creación de la alianza militar de la Organización del Tratado del Atlántico Norte

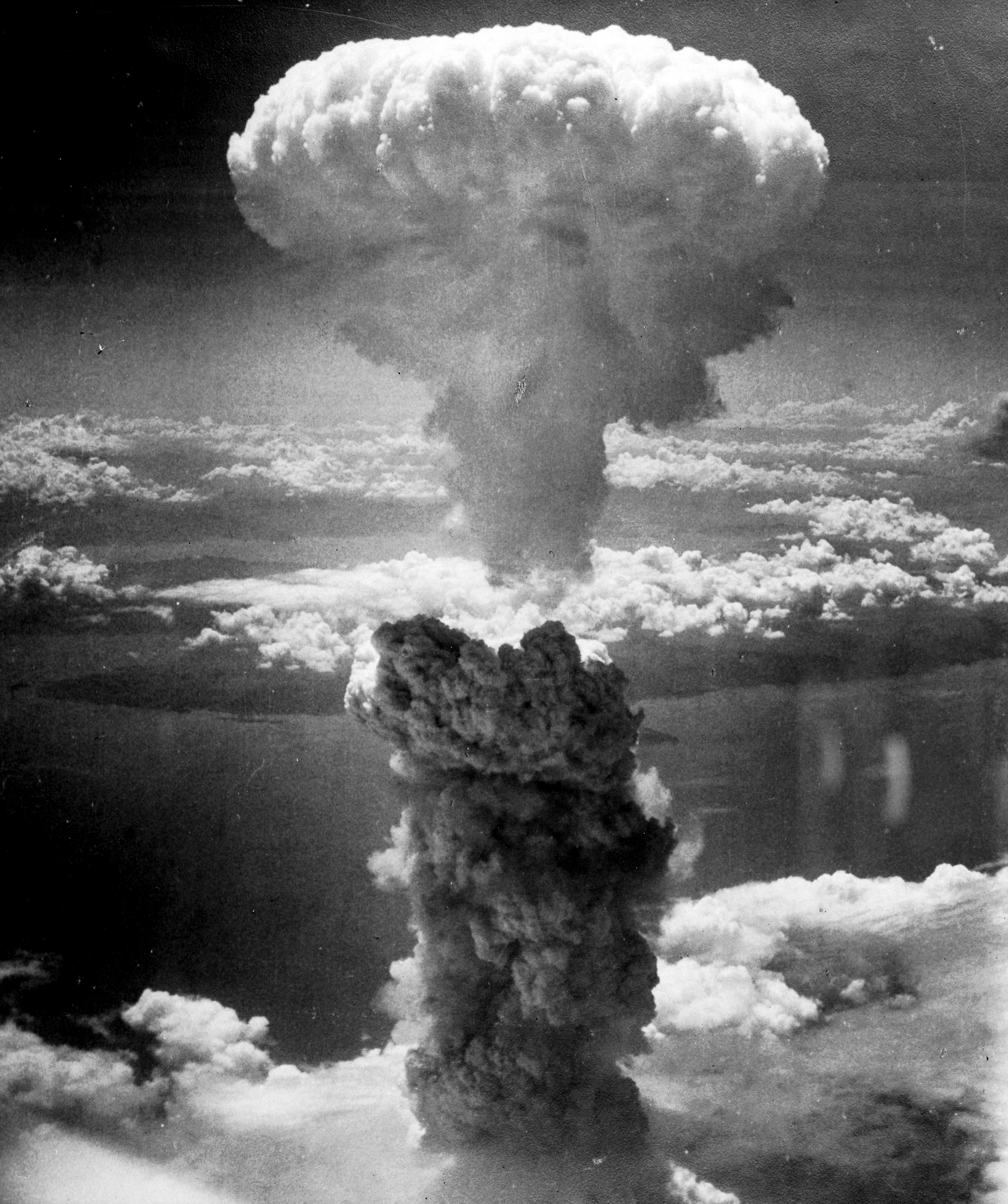
El hongo atómico del bombardeo atómico de Hiroshima y Nagasaki en 1945. La bomba de hidrógeno era temible.

Truman desconcertó a todas las predicciones de las Elecciones presidenciales de Estados Unidos de 1948, ayudado por su famoso "Whistle stop tour", en donde visitaba pequeños pueblos y daba discursos desde el tren, lo que le dio nuevo ímpetu a la Coalición del New Deal. Su victoria validó su liberalismo interno, su política exterior de contención y la nueva dedicación federal a los derechos civiles.
La derrota del aliado durante la guerra de Estados Unidos en la guerra civil china trajo un régimen comunista hostil a China bajo Mao Zedong. Pronto Estados Unidos quedó empantanado luchando contra China en la guerra de Corea de 1950-53. La corrupción en la presidencia de Truman, que estaba relacionada con personas designadas para puestos de nivel del gabinete y personal en puestos de responsabilidad de la Casa Blanca, fue un tema central en la campaña electoral de 1952. Las esperanzas de un tercer mandato de Truman fueron hechas trizas por una pobre actuación en las primarias de 1952. El Republicano Dwight D. Eisenhower, el famoso general de la guerra, ganó las Elecciones presidenciales de Estados Unidos de 1952 con una victoria arrolladora haciendo campaña contra las fallas de Truman en los términos de "Comunismo, Corea y corrupción".

### Presidencia de Eisenhower: 1953–61
Eisenhower fue elegido en 1952 como un Republicano moderado, trayendo consigo un Congreso Republicano. Terminó la guerra de Corea, mantuvo la paz en Asia y Medio Oriente y trabajó sin problemas con los aliados de la OTAN en Europa mientras mantuvo la política de contención del comunismo  en lugar de intentar hacerlo retroceder.
Siendo frugal en materias de presupuesto, Eisenhower expandió la seguridad social y no intentó derogar los restantes programas del New Deal. Inició el sistema de autopistas interestatales (usando un impuesto al combustible), que mejoró rápidamente la infraestructura de transporte del país. La economía se encontraba sana en general, con excepción de una severa recesión económica en 1958. Eisenhower se mantuvo popular y evitó en lo posible las políticas partidarias; fue reelecto en una victoria aplastante en 1956.
Eisenhower se mantuvo en buenos términos con los Demócratas tanto en asuntos de política interna como exterior; estos últimos recuperaron el Congreso en 1954 y tuvieron grandes ganancias en 1958. En el discurso de despedida a la Nación, el presidente advirtió de los peligros de un creciente "complejo industrial militar".

### Presidencia de Kennedy en 1960
La reñida elección de 1960 enfrentó al Vicepresidente Republicano Richard Nixon contra el Demócrata John F. Kennedy. Los historiadores explicaron la victoria de Kennedy en términos de la recesión económica, el dominio numérico de 17 millones de Demócratas nuevos registrados por sobre los Republicanos y los votos que Kennedy obtuvo entre los católicos que coincidieron prácticamente con los votos obtenidos por Nixon entre los protestantes.
Kennedy tuvo mejor organización y habilidades de campaña superiores. El énfasis de Nixon en la experiencia de aquel tuvo poco pero y gastó energía además, haciendo campaña en los cincuenta estados, en lugar de concentrarse en los cambiantes. Kennedy usó la organización de su campaña grande y bien financiada para ganar la nominación, aseguró apoyo y con la ayuda de los últimos de los jefes de las grandes ciudades, consiguió el voto de estas. Confió en Johnson para mantener el Sur y usó la televisión en forma efectiva. Kennedy fue el primer católico en presentarse a elecciones presidenciales desde la campaña fallida de Al Smith en 1928. Los votantes estaban polarizados por motivos religiosos, pero la elección de Kennedy fue un evento transformador par a los católicos, que finalmente se dieron cuenta de que eran aceptados en Estados Unidos, y marcó el final del anticatolicismo como fuerza política.
Los miembros de la familia Kennedy habían sido por largos años líderes del ala católica irlandesa del Partido Democrático; KFJ era centrista o liberal en asuntos internos y conservador en política exterior, enviando fuerzas militares a Cuba y Vietnam. El estilo Kennedy se relacionaba con juventud, dinamismo, vigor y un enfoque intelectual a las nuevas políticas agresivas en las relaciones internacionales. El punto débil era su inexperiencia en asuntos exteriores, estando en un gran contraste con la vasta experiencia del presidente que reemplazó. Kennedy es conocido por su llamada a la virtud cívica: "Y por eso, mis compatriotas americanos, no se pregunten qué puede hacer su país por ustedes - pregúntense qué pueden ustedes hacer por su país". En el Congreso, la Coalición Conservadora bloqueó casi todos los programas internos de Kennedy, por lo que hubo pocos cambios en la política interna, incluso aunque el movimiento de los derechos civiles estaba en momentos cumbre.
El asesinato de John F. Kennedy en Dallas, Texas, el 22 de noviembre de 1963 por Lee Harvey Oswald fue uno de los más importantes golpes psicológicos a los estadounidenses en el siglo XX y llevó a reverenciar a Kennedy como mártir y héroe.

### Johnson, 1963–69

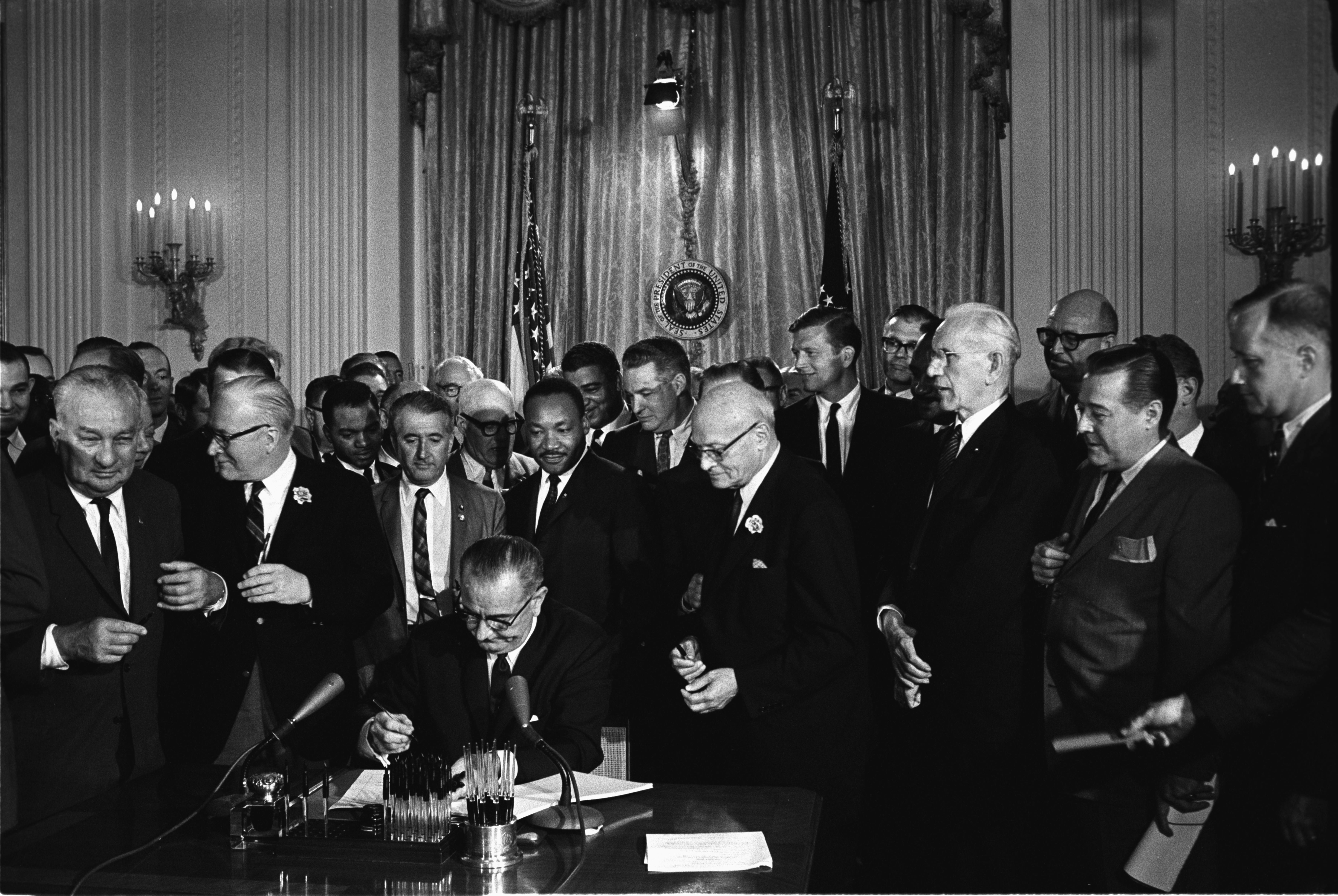
Lyndon Baines Johnson firma el Acta de Derechos Civiles el 2 de julio de 1964. Martin Luther King se encuentra detrás de él.

Luego del asesinato de Kennedy, el vicepresidente Lyndon Baines Johnson cumplió el resto del mandato usando apelaciones a finalizar el trabajo que Kennedy había iniciado de aprobar un importante paquete de leyes liberales que llamó la Gran Sociedad. Johnson usó sus plenos poderes presidenciales para asegurar la sanción de la Ley de Derechos Civiles de 1964. Estas acciones ayudaron a que Johnson obtuviera una victoria arrolladora en las Elecciones presidenciales de Estados Unidos de 1964 ante el campeón conservador, Senador Barry Goldwater. La gran victoria de Johnson trajo una insuperable mayoría liberal en el Congreso.